# Frederic Muset i Ferrer
Frederic Muset i Ferrer (Igualada, Anoia, 8 de juliol del 1896 – Barcelona, maig del 1979) va ser un sacerdot i músic, compositor i organista català. Fou germà de l'escriptor i poeta Antoni Muset i Ferrer i del músic i compositor Josep Muset i Ferrer.

## Biografia
Inicià la seva preparació musical als vuit anys, quan entrà a la Capella de Santa Maria, que dirigia Salvador Puigsec a Igualada. Continuà els estudis amb Il·luminat Saperas, amb Vicenç M. de Gibert a Barcelona i, a Vic, amb el seu germà (i músic reconegut) Josep. Fou organista del Seminari de Barcelona (1916). El 1918 feu de professor del Col·legi de Vocacions Religioses de València; en la seva estada a aquesta ciutat, hi fundà la Schola Cantorum. Els anys 1923-1925 els visqué a París, com a organista i mestre de capella de Saint-Étienne du Mont. De tornada a Barcelona, esdevingué mestre de capella i organista de Santa Maria del Mar (1931-1933 aprox.). Durant la Guerra Civil visqué a València (1936-1939); acabada aquesta, tornà a establir-se a Barcelona.
Publicà Cançons populars catalanes, amb harmonitzacions per a piano. Compongué més de 20 misses, una trentena d'antífones (Salves i Ave Maria), una vintena de Goigs, dues obres de teatre líric per a cor i orquestra, i moltes altres composicions, la majoria de caràcter religiós. En alguna ocasió emprà el pseudònim M.Sigfried.
El fons de Frederic Muset es conserva a la Biblioteca de Catalunya.

## Obres (selecció)
- Los amantes de Teruel (1939), per a gran orquestra, cor a sis veus, quintet vocal solista i rapsode. Basat en l'obra de Tirso de Molina
- El fantasma de la cumbre, per a cors i orquestra, obra per a l'escena amb llibret de Joaquim Civera i Sormaní
- Finales: número 23, per a orgue
- Il·lustracions musicals adaptades a la rondalla "El Comte d'Oliver" (1917), per a violí, violoncel i piano
- Marcha nupcial para gran orquesta (1941), dedicada al compositor Joan Pich i a Maria Escrihuela
- Offertorium para grande orquesta (1944)

### Misses
- Missa Adoramus te Christe (1944), per a quatre veus mixtes i gran orquestra o orgue
- Missa In honorem Beatæ Mariæ Virginis de Montserrato, Cathaloniæ Patronæ Principalis (1935), per a diverses veus i orgue
- Missa In honorem Beatæ Mariæ Virginis in Expectatione Partus (1933), per a quatre veus mixtes i acompanyament
- Missa In honorem Sancti Friderici (1934), per a tres veus mixtes i acompanyament
- Missa pro Defunctis nº1 cum Sequentia et Exequiis (1935), per a tres veus i orgue
- Missa "Regina Pacis" (1945), per a dues veus i orgue
- Missa Santa Patrona del Gremio de Hostalería (1946), per a quatre veus mixtes amb acompanyament d'orgue i orquestra

### Cançons, motets, antífones
- Amb lletra de Jacint Verdaguer: A la Inmaculada (1944), A la Reina de Catalunya, Maria al Cel guia (1926), cançó per a tres veus blanques amb acompanyament d'harmònium
- Amb lletra de Joan Maragall: Boscos de Vallvidrera, a cinc veus mixtes (1974), Unes flors que s'esfullen, a quatre veus mixtes (1974), Jugant, La vaca cega, a sis i vuit veus mixtes (1974)

- A Cristo crucificado, a quatre veus, amb lletra de Santa Teresa de Jesús
- Beata te dicent (1941), per a quatre veus mixtes i orgue
- Cançó de l'albada, a tres veus i cor, lletra d'Antoni Navarro
- Cançó de l'infant' (1920), per a sis veus mixtes, premi del concurs literari musical del Seminari Conciliar de Barcelona
- Cançó de maig, lletra d'Apel·les Mestres
- Cantarcillo, a sis i set veus mixtes, lletra de Lope de Vega
- Cinc cants a la Mare de Déu de Montserrat (1947), per a veus i orgue
- Dotze cançons per a soprano amb acompanyament de corda, harmònium i piano (1930), amb lletres de Joan Maragall, Josep Carner, Joaquim Folguera, Joan Roís de Corella, Clementina Arderiu, Josep Maria López-Picó i Josep Maria Rovira i Artigues. L'autor també en feu una reducció per a soprano o tenor i piano el 1935
- Glossa, lletra de Maria Antònia Salvà
- Himne a Sant Vicent Ferrer, per a una veu i orgue, amb lletra de Josep Maria Bayarri
- Himno a Pekín (1971), per a quatre veus mixtes, dedicat a la barriada suburbial de Pekín (Barcelona)
- Madrigal, lletra de Marià Manent
- El que diu una cançó, lletra de Llorenç Riber
- Tota Pulchra es Maria (1943), motet a tres veus iguals
- La Verge ressuscitada: Poema (1950), per a tres veus d'home i orgue, lletra de Fortià Solà
- Visió de Montserrat: poema coral a veus mixtes (1946), lletra de Josep Maria Rovira